# Walter Zeeden
Walter Zeeden (* 22. November 1891 in Berlin; † 4. November 1961 in Garmisch-Partenkirchen) war ein deutscher Marinemaler und Illustrator von Seefahrtsliteratur.

## Leben
Walter Zeeden war der Sohn des Kunstgewerbezeichners Paul Zeeden. Seine Jugend verbrachte er im Berliner Stadtteil Prenzlauer Berg, wo die Eltern zur Miete wohnten. 1910 erwarb die Familie ein Mehrfamilienhaus in der Hufelandstraße, in dem auch Walter Zeeden bis zu seinem Umzug nach Partenkirchen lebte. Nach zehn Jahren beendete er mit der Obersekundarreife die Schule und begann anschließend eine zweijährige Berufsausbildung als Zögling in der Königlichen Eisenbahn Hauptwerkstatt in Berlin-Friedrichshain. Diese Zöglingsjahre berechtigten ihn zum Besuch einer Maschinenbauschule. Am 8. April 1913 schrieb er sich zum Studium an der Königlich-Preußischen Höheren Maschinenbauschule zu Stettin ein.
Als am 1. August 1914 der Erste Weltkrieg ausbrach, brach er das dritte Semester ab und meldete sich als Kriegsfreiwilliger zum Heer. Seine militärische Grundausbildung begann am 12. August in Kreckow nahe Stettin. Danach wurde er dem Reserve-Infanterie-Regiment 210 zugeteilt, das Anfang Oktober in Richtung Flandern in Marsch gesetzt wurde.  Als am 3. November 1914 das Regiment gegen den Ypern-Kanal vorging, wurde er schwer verwundet und in das nahe Feldlazarett in Staden eingeliefert. Die Zeit bis zur vollständigen Genesung verbrachte er in einem Berliner Vereinslazarett. Hier lernte er auch den Marinemaler Willy Stöwer kennen. Stöwer riet ihm, erst einmal einen ordentlichen Beruf zu erlernen, bevor er sich gänzlich der Marinemalerei widmen und diese zu seinem Broterwerb machen könnte.
Nach seiner vollständigen Genesung wurde er vom Heer als „Kriegsbeschädigter“ entlassen und setzte im Herbst 1915 sein Maschinenbaustudium fort.  Das dritte Semester konnte er noch in Stettin absolvieren, musste jedoch für das vierte und letzte Semester an die Höhere Maschinenbauschule nach Hagen wechseln, weil in Stettin kein viertes Semester mehr angeboten wurde. Anschließend stellte ihn die renommierte Berliner Maschinenbau AG (BMAG) als Ingenieur im Lokomotivbau ein. Auf dem Höhepunkt der Weltwirtschaftskrise 1932 wurde er von der BMAG entlassen.
Während seiner Zeit als Ingenieur bei der BMAG arbeitete er an seinem Malstil und verbesserte ihn ständig. Auch Ratschläge von Willy Stöwer berücksichtigte er in seinen Bildern. Im Urlaub reiste er gerne an die Pommersche Bucht und besuchte Orte von Swinemünde bis Saßnitz. 1929 unternahm er auf dem Hamburg-Süd-Passagierschiff Monte Cervantes eine Reise nach Spitzbergen. In den 1930er Jahren reiste er auf jugoslawischen Küstendampfern an der dalmatinischen Adriaküste und besuchte die Flottenschauen der Reichs- und Kriegsmarine in Nord- und Ostsee.
1933 wurde Fritz-Otto Busch, Hauptschriftleiter der Zeitschrift „Reichsmarine“, auf ihn aufmerksam und engagierte ihn als Zeichner und Illustrator. Bis September 1944 arbeitete Zeeden für die inzwischen in „Kriegsmarine“ umbenannte Zeitschrift, die dann wegen des „Totalen Krieges“ eingestellt werden musste. In diesem Zeitraum schuf er insgesamt 82 Titelbilder, etwa 60 Gemälde, die zum Teil großformatig abgebildet wurden, 144 Textzeichnungen und 52 Land- und Lagekarten.
Im Herbst 1940 zog Walter Zeeden mit seiner Frau Frieda, die er 1937 geheiratet hatte, nach Partenkirchen, da er hier ruhiger arbeiten konnte als im immer mehr von Luftangriffen gefährdeten Berlin.
Nach dem Zweiten Weltkrieg arbeitete er fünf Jahre lang als Zeichner und Illustrator für die Zeitschrift „Orion“ im Murnauer Sebastian Lux Verlag. Danach wurde er für den Münchner Arthur Moewig Verlag tätig. Bis 1960 schuf Zeeden 322 Titelbilder und über 1.500 Textzeichnungen für die im Moewig Verlag herausgegebenen Heftreihen SOS – Schicksale deutscher Schiffe und Anker-Hefte. Seefahrt in aller Welt.
Walter Zeeden starb am 4. November 1961 in Partenkirchen. Seine Frau überlebte ihn um 15 Jahre, sie starb am 19. Dezember 1976.
Die Ehe blieb kinderlos. Einen nennenswerten Nachlass gab es nicht, da Frieda Zeeden noch zu Lebzeiten die Bilder ihres Mannes verkaufen musste, um sich einen einigermaßen auskömmlichen Lebensunterhalt leisten zu können.

## Publikationen
Soweit bekannt veröffentlichte Walter Zeeden Aufsätze und Bücher in folgenden Zeitschriften und Verlagen:
- Maler und Meer. In: Die Reichsmarine Heft 5, 1933.
- Malerisches von der Flottenfahrt. In: Die Reichsmarine Heft 11, 1933.
- Im Nebel. In: Die Reichsmarine Heft 1, 1934.
- Wiedersehen mit einem Schiff. In: Die Reichsmarine Heft 3, 1934.
- Fahrt zur Flottenschau. In: Die Reichsmarine Heft 10, 1934.
- Flottenschau 1935. In: Die Kriegsmarine Heft 11, 1935.
- Bei den Seefliegern in Warnemünde. In: Die Kriegsmarine Heft 12, 1935.
- Mit Pinsel und Skizzenbuch an Bord des BRUMMER. In: Die Kriegsmarine Heft 9, 1936.
- Nordlandfahrt – als Badegast auf dem BRUMMER. In: Die Kriegsmarine Heft 8, 1937.
- Zwischen Capri und Ischia am 6. Mai 1938. In: Die Kriegsmarine Heft 7, 1938.
- Vorpostenboote bei grimmiger Kälte. In: Illustrierte Zeitung, Leipzig 1940.
- Liberty Schiffe. In: ORION Naturwissenschaftlich-Technische Zeitschrift für Jedermann. Heft 10, 1947.
- Unsterbliche Dampflokomotive. In: ORION Naturwissenschaftlich-Technische Zeitschrift für Jedermann. Heft 9, 1948.
- Hundert Jahre Dampfschiffe auf dem Nordatlantik. In: ORION Naturwissenschaftlich-Technische Zeitschrift für Jedermann. Heft 7, 1951.
- Unsere Eisenbahn. Adolf Sponholtz Verlag, Hannover 1952.
- Schönheit und Mode im Bau von Dampflokomotiven. In: Jahrbuch des Eisenbahnwesens. Köln/Darmstadt 1953.
- Schönheit und Mode im Bau von Dampflokomotiven. In: Jahrbuch des Eisenbahnwesens. Köln/Darmstadt 1954.
- Netz über dem Ozean. Robert Bardtenschlager Verlag, Reutlingen ca. 1955.
- Das Gesicht der Diesellokomotive. In: Glasers Annalen 1956.
- Wind um die Nase. In: Auf hoher See. Franck’sche Verlagshandlung, Stuttgart 1956.
- Fünftausend Jahre Seefahrt. In: Das große Buch der Seefahrt. Ensslin & Laiblin Verlag, Reutlingen 1958.

## Illustrator
Bis 1945 sind etwa 75 Publikationen an maritimer Literatur bekannt, an denen Walter Zeeden entweder die Titelbilder oder die Textzeichnungen schuf. Auch für eine Reihe von Ansichtskartenserien hat er das Motiv geschaffen.
Hervorzuheben ist das 864 Seiten starke Werk von Fritz Otto Busch und Gerhard Ramlow: „Deutsche Seekriegsgeschichte – Fahrten und Taten in zwei Jahrtausenden“, das 1940 erstmals im Bertelsmann Verlag in Gütersloh, erschien und als zweite, dritte und vierte Auflage nochmals aufgelegt wurde. Für dieses Buch fertigte Walter Zeeden 161 Textzeichnungen und 8 Bildtafeln. Nach 1945 sind weitere 60 Publikationen bekannt geworden, für die er Titelbilder oder Textzeichnungen fertigte.
Vermehrt erschienen nach 1945 auch seine Zeichnungen in Eisenbahnbüchern. Das bekannteste ist das von Karl-Ernst Maedel 1960 geschriebene Buch „Geliebte Dampflok“ mit 23 Textzeichnungen, erschienen in der Franckh’schen Verlagshandlung in Stuttgart.
Anfang der 1950er Jahre gestaltete Walter Zeeden auch die Bilder der Startpackungen und Kataloge der Trix Express Modelleisenbahn. Hervorzuheben sind Zeedens ausklappbare Eisenbahntafeln (71 cm × 25 cm) in den „Durch die weite Welt“-Büchern: Band 26 (1952) „Zeedens Güterzüge“ und Band 27 (1953) „Zeedens Reisezüge“. 1999 erschien bei der MIBA die Beitragsreihe „Zeedens Züge“.
Neben Fritz-Otto Busch illustrierte Walter Zeeden bis 1945 auch für die Autoren Walter Isendahl, Albert Benary, Hans Eduard Dettmann, Friedrich Giese, Heinz Bongartz (Pseudonym von Jürgen Thorwald) und Wilhelm Wolfslast.
Nach 1945 arbeitete er für Erich Lasswitz, Karl Unselt, Richard Hennig, John Bowers, Egon Jameson, Franz Ludwig Neher, Hans Georg Prager, S.E. Ellacot, Otto Mielke, Jost Metzler und Wilhelm Wolfslast.

## Ausstellungen
Ausstellungen in Museen mit Bildern von Walter Zeeden sind nur wenige bekannt.
- 1942 „Unser Kampf zur See“ im Berliner Kaiser-Friedrich-Museum, vom 13. Juni bis 30. September.[11]
- 1968 Sonderausstellung „Meister des Schiffsbildes“ vom 27. Februar bis 30. März im Museum für Hamburgische Geschichte, Hamburg. Doppelausstellung mit Werken von Walter Zeeden †1961 und Robert Schmidt-Hamburg †1965.[12]